# سرنگ دو سرسوزن
سرنگ دو سرسوزن معمولاً در مورد تزریقات دارو به خصوص داروهای ترکیبی استفاده می‌شود. در این نوع سرنگ از یک سرسوزن برای کشیدن دارو از ویال استفاده می‌شود. به دلیل اینکه اغلب سرسوزن در حین کشیدن دارو ممکن است با انتهای ویال برخود کند و تیزی نوک سرسوزن از بین برود و فرایند تزریق را دردناک کند، از سرسوزن دیگری برای تزریق استفاده می‌شود. این عمل باعث می‌شود تا آلودگی احتمالی سرسوزن در حین کشیدن دارو نیز باعث ایجاد عفونت نگردد. از سوی دیگر استفاده از این نوع سرنگ در تزریق داروهای ترکیبی مانند پنی سیلین یا داروهای روغنی که احتمال گرفتگی سرسوزن در هنگام کشیدن دارو وجود دارد، باعث می‌شود فرایند تزریق دارو کند نشده و از سرنگ نشت نکند. هنگام تزریق با این سرنگ باید توجه کرد که سرسوزن روی سرنگ تیز نشده است و به هیچ عنوان نباید تزریق با این سرسوزن کند صورت پذیرد.